# Wehrwirtschaftsführer

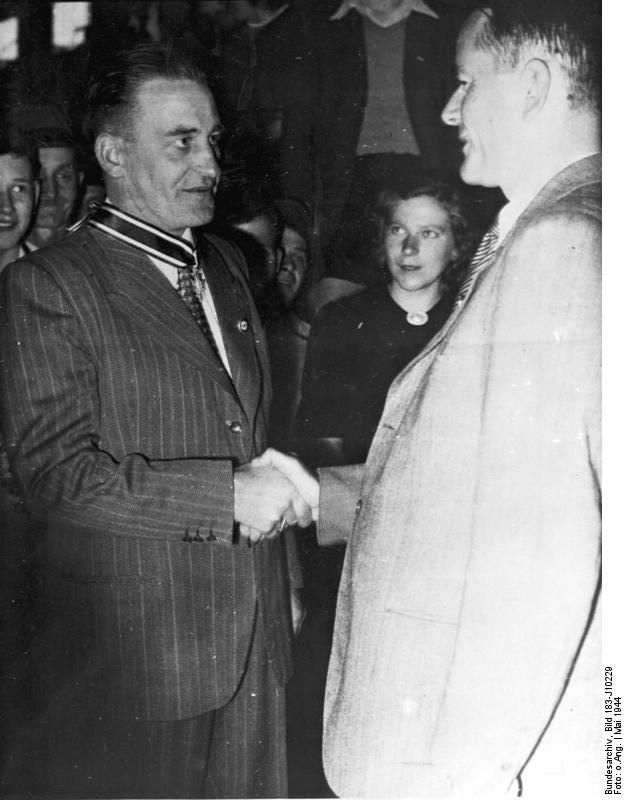
Albert Speer (à droite) félicite le Wehrwirtschaftsführer Edmund Geilenberg (à gauche) en mai 1944.

Le terme allemand Wehrwirtschaftsführer désignait sous le régime national-socialiste du Troisième Reich les industriels producteurs d’armements essentiels pour la défense,. Ceux-ci étaient désignés à partir de 1935 par l’office chargé de l’économie de la défense et de l'armement (Wehrwirtschafts- und Rüstungsamt) dépendant de l’état-major de la Wehrmacht (Oberkommando der Wehrmacht, OKW).
L’objectif recherché était de les lier par contrat à l’armée allemande (Wehrmacht) et de leur conférer un statut quasi militaire. À partir de 1938, ce titre était attribué par le ministère de l’économie. À compter de 1940 ce titre fut aussi attribué à de nombreux représentants de sociétés ne travaillant pas pour l’armement afin de justifier la réorientation de ces usines vers l’économie de guerre. En ce qui concerne notamment les titres attribués avant 1940, ceci n'implique pas automatiquement que leurs détenteurs aient été politiquement inféodés au régime nazi ou que leurs usines aient œuvré de manière importante pour l’effort de guerre. Dans tous les cas, cette désignation permettait à l’usine en question d'amoindrir les effets négatifs du droit du travail envers le personnel[réf. nécessaire].

## Les Wehrwirtschaftsführer les plus importantes (selection)
Les principaux Wehrwirtschaftsführer étaient :
- Max Brose (de)
- Carl F. W. Borgward
- Carl Bosch
- Claude Dornier
- Friedrich Flick
- Ernst Heinrich Heinkel
- Gustav Krupp von Bohlen und Halbach
- Alfried Krupp von Bohlen und Halbach
- Hans Kohnert
- Wilhelm Emil Messerschmitt
- Heinrich Nordhoff
- Waldemar Pabst
- Ferdinand Porsche
- Günther Quandt
- Hermann Röchling
- Eduard Schalfejew (de)
- Hans-Günther Sohl (de)
- Ernst Zindel

## Wehrwirtschaftsführer après la guerre
Après la fin de la guerre, la plupart des chefs militaires ont été punis par les Alliés, mais ont rapidement été réintégrés à des postes clés de la reconstruction dans les conditions de la guerre froide. Symptomatique en fut le retour au pouvoir de Friedrich Flick, le plus grand chef d'entreprise du Troisième Reich et le leader le plus en vue de l'économie militaire. Après sept ans de captivité, il est de nouveau devenu le plus grand entrepreneur de la République fédérale, décoré de la Grand-Croix du Mérite avec bandoulière et étoile.[6]